# ソロンコーポレーション
株式会社ソロンコーポレーションは、 福岡県福岡市中央区薬院に本社を置く、マンションの分譲等を行なう不動産会社である。

## 概要
主に福岡県内を中心にエバーライフマンションというブランド名でマンション分譲を展開している。夏は涼しく、冬は暖かい外壁構造や、遮音を重視したマンションが特徴。
2005年（平成17年）・2006年（平成18年）の福岡県下販売戸数で2年連続で第1位を記録した。
また、九州内だけでなく山口県ほか、四国、中国地方まで事業展開している。